# Estado de Abia
El estado de Abia es uno de los 36 estados que constituyen la República Federal de Nigeria, situado en el sudeste del país. Su capital es Umuahia, aunque el principal centro comercial se encuentra en Aba, un antiguo puesto comercial británico. El estado se creó en 1991 con parte del territorio del estado de Imo. Sus habitantes pertenecen principalmente a la etnia igbo. Abia es uno de los nueve estados pertenecientes a la región del Delta del Níger. Hay diecisiete (17) áreas de gobierno local (AGL).

## Localidades con población en marzo de 2016
- Aba North: 140 000
- Aba South: 559 900
- Arochukwu: 221 800
- Bende: 252 300
- Ikwuano: 180 600
- Isiala-Ngwa North: 201 800
- Isiala-Ngwa South: 179 000
- Isuikwuato: 151 700
- Obi Ngwa: 238 300
- Ohafia: 322 200
- Osisioma Ngwa: 289 100
- Ugwunagbo: 111 800
- Ukwa East: 76 200
- Ukwa West: 114 400
- Umuahia North: 292 300
- Umuahia South: 182 200
- Umu-Nneochi: 213 700

## Territorio y población
Este estado es poseedor de una extensión de territorio que abarca una superficie compuesta por unos 6320 km² (kilómetros cuadrados). La población se eleva a la cifra de 4 350 963 personas (datos del censo del año 2007). La densidad poblacional es de 688.4 habitantes por cada kilómetro cuadrado de esta división administrativa.